# Sučany
Sučany és un poble i municipi d'Eslovàquia que es troba a la regió de Žilina, al centre-nord del país. El 2017 tenia 4.710 habitants.

## Demografia
| Godina             | 1994 | 2004   | 2014   | 2024   |
| ------------------ | ---- | ------ | ------ | ------ |
| Nombre de persones | 4412 | 4644   | 4661   | 4749   |
| Diferència         |      | +5,25% | +0,36% | +1,88% |

| Godina             | 2023 | 2024   |
| ------------------ | ---- | ------ |
| Nombre de persones | 4801 | 4749   |
| Diferència         |      | −1,08% |